# Die Todesgalaxie
Die Todesgalaxie (Originaltitel: Star Crystal) ist ein US-amerikanischer Science-Fiction-Horrorfilm aus dem Jahr 1986.

## Handlung
Mitglieder einer Mars-Mission finden einen interessanten Stein und nehmen ihn heimlich mit in ihren Raumtransporter, weil sie ihn später zu Geld machen wollen. Unbemerkt bricht der Stein auseinander und ein Kristall kommt zum Vorschein, während sich aus einer glibberigen Masse ein Wesen formt. Auf dem Weg zur Raumstation im All ersticken die Besatzungsmitglieder des Transporters. Bevor die Tragödie geklärt werden kann, explodiert ein Reaktor der Raumstation. Fünf Raumfahrer können sich im Raumtransporter retten, ehe die Raumstation explodiert.
Die Raumfahrer versuchen nun eine Versorgungsstation anzufliegen. Auf einem Bildschirm erkennen sie eine fremde Lebensform im Schiff. Nach und nach kommen drei Mitglieder durch das Wesen ums Leben. Die letzten beiden Raumfahrer können mit dem Wesen kommunizieren. Das Wesen verhält sich liebenswürdig und beteuert, nur aus Notwehr gehandelt zu haben, da es vorher angegriffen wurde. Kurz vor der Ankunft bei der Versorgungsstation verabschiedet sich das Wesen. Es will die Station zu einem Raumschiff umbauen, um in die Heimat zu fliegen.

## Kritik
Die Website die-besten-horrorfilme.de: „Und siehe, im Jahre 1979 begab sich ein Mann namens Ridley Scott in die geheiligten Filmstudios und erschuf den Film Alien – Das unheimliche Wesen aus einer fremden Welt und wir sahen, dass er gut war. Darauf schwärmten viele andere Männer und Frauen aus und schufen Filme, die ganz genauso toll sein sollten, und wir sahen, dass sie überhaupt nicht gut waren, und ihre Zahl war Legion. Und der Film ‚Star Crystal‘ ist unter ihnen einer der schlechtesten!“